# Carnisme
El carnisme és un concepte que s'utilitza per plantejar-se la relació de la humanitat amb altres animals, definit com una ideologia dominant en les persones que donen suport a l'ús i el consum de productes animals, especialment la carn. El carnisme és presentat com a sistema de creença dominant recolzat per una varietat de mecanismes de defensa i assumpcions majoritàriament indiscutides. El terme carnisme va ser encunyat per l'autora i psicòloga social Melanie Joy el 2001 i popularitzat pel seu llibre Why We Love Dogs, Eat Pigs, and Wear Cows (2009).
La base de la ideologia és l'acceptació de menjar carn com a "natural", "normal", "necessari" i (a vegades) "agradable", conegut com les "Quatre N" en anglès. Una característica important del carnisme és classificar només unes espècies particulars d'animals com a aliment, i acceptar pràctiques cap a aquells animals que serien rebutjades com a crueltat inacceptable si s'apliquessin a altres espècies. Aquesta classificació és culturalment relativa, de manera que, per exemple, hi ha persones que mengen gossos a Corea però poden ser animals de companyia a Occident, mentre que les vaques es mengen a Occident però són protegides a gran part de l'Índia.

## Història
Analitzant la història del vegetarianisme i la seva oposició des de l'antiga Grècia fins als nostres dies, l'erudit literari Renan Larue va trobar certs punts en comú en el que va descriure com a arguments carnistes. Segons ell, els carnistes solen sostenir que el vegetarianisme és una idea ridícula que no mereix atenció, que a la humanitat se li ha conferit el domini sobre els animals per autoritat divina i que abstenir-se de la violència contra els animals suposaria una amenaça per als humans. Va descobrir que algunes opinions com ara que els animals de granja no pateixen o que la matança és preferible a la mort per malaltia o depredació van guanyar força al segle xix, però que la primera tenia precedents en els escrits de Porfiri, un vegetarià que defensava la producció humanitària de productes d'origen animal que no requereixen el sacrifici d'animals, com ara la llana.
A la dècada de 1970, les opinions tradicionals sobre la posició moral dels animals van ser desafiades pels defensors dels drets dels animals, incloent el psicòleg Richard Ryder, que el 1971 va introduir la noció d'especisme. Aquest terme es defineix com l'assignació de valors i drets als individus únicament sobre la base de la pertinença a la seva espècie. L'any 2001, la psicòloga i defensora dels drets dels animals Melanie Joy va encunyar el terme carnisme com una forma d'especisme que, segons ella, es basa en utilitzar animals per menjar, i sobretot matar-los per a la carn. Joy compara el carnisme amb el patriarcat, argumentant que ambdues són ideologies normatives dominants que no es reconeixen a causa de la seva ubiqüitat:
| « | No veiem menjar carn com ho fem amb el vegetarianisme– com una opció, basada en un conjunt de suposicions sobre els animals, el nostre món i nosaltres mateixos. Més aviat, ho veiem com un fet, allò que és "natural" fer, com sempre han estat les coses i com sempre seran les coses. Mengem animals sense pensar en què estem fent i per quina raó, perquè el sistema de creences que subjau a aquest comportament és invisible. Aquest sistema de creences invisible és el que jo anomeno "carnisme". | » |

Sandra Mahlke argumenta que el carnisme és el "punt central de l'especisme" perquè el fet de menjar carn motiva la justificació ideològica d'altres formes d'explotació animal. L'abolicionista Gary Francione argumenta en contra d'això que el carnisme no és una ideologia oculta, sinó una elecció conscient; segons la seva opinió, alguns animals es veuen com a aliment i d'altres com a família perquè els humans consideren els no humans com a propietat, i poden valorar aquesta propietat com vulguin.

## Característiques

### Comestible o no comestible
Un aspecte central del carnisme és que els animals es classifiquen com a comestibles, no comestibles, mascotes, plagues, depredadors o animals d'entreteniment, segons els esquemes de la gent: classificacions mentals que determinen i estan determinats per les nostres creences i desitjos. Hi ha una variabilitat cultural pel que fa a quins animals compten com a aliment. Els gossos es mengen a la Xina i Corea del Sud, però en altres llocs no es consideren aliment, ja sigui perquè se'ls estima o, com a l'Orient Mitjà i algunes parts de l'Índia, es consideren impurs. Les vaques es mengen a Occident, però es veneren a gran part de l'Índia. Els porcs són rebutjats pels musulmans i els jueus, però són àmpliament considerats per altres grups com a comestibles. Joy i altres psicòlegs argumenten que aquestes taxonomies determinen com es tracten els animals que classifiquen, influeixen en les percepcions subjectives de la seva sensibilitat i intel·ligència, i redueixen o augmenten l'empatia i la preocupació moral per ells.

### Paradoxa de la carn
Jeff Mannes escriu que el carnisme s'arrela en una paradoxa entre els valors i les accions de la majoria de les persones: s'oposen a fer mal als animals i, tanmateix, se'ls mengen. Argumenta que aquest conflicte condueix a una dissonància cognitiva, que la gent intenta atenuar mitjançant l'adormiment psíquic. L'aparent conflicte entre la cura dels animals i l'adopció de dietes que obliguen a fer-los mal s'ha anomenat la "paradoxa de la carn".
Hi ha proves experimentals que recolzen la idea que la paradoxa de la carn indueix una dissonància cognitiva en els occidentals. Els occidentals estan més disposats a menjar animals que consideren que tenen menys capacitats mentals i posició moral, i per contra, a atribuir facultats mentals i una posició moral menors als animals que es mengen. A més, la relació és causativa: la categorització dels animals com a aliment o no afecta la percepció de les persones de les seves característiques mentals, i el propi acte de menjar carn fa que les persones atribueixin una capacitat mental menor als animals. Per exemple, en un estudi les persones van qualificar un animal exòtic desconegut com a menys intel·ligent si se'ls deia que els nadius el caçaven, i en un altre van considerar les vaques com a menys intel·ligents després de menjar carn deshidratada.
Evitar la consideració de la procedència dels productes animals és una altra estratègia. Joy argumenta que per això la carn rarament se serveix amb el cap de l'animal o altres parts del cos intactes.

### Justificació
Joy va introduir la idea de les "Tres N de la justificació", escrivint que les persones que mengen carn consideren el consum de carn "normal, natural i necessari". Argumenta que les "Tres N" s'han invocat per justificar altres ideologies, inclosa l'esclavitud i la negació del dret de vot a les dones, i que es reconeixen àmpliament com a problemàtiques només després que la ideologia que donen suport s'hagi desmantellat.
L'argument sosté que la gent està condicionada a creure que els humans van evolucionar per menjar carn, que és el que s'espera d'ells i que la necessiten per sobreviure o ser forts. Es diu que aquestes creences es veuen reforçades per diverses institucions, com ara la religió, la família i els mitjans de comunicació. Encara que els científics hagin demostrat que els humans poden obtenir prou proteïnes a la seva dieta sense menjar carn, la creença que la carn és necessària persisteix. A més, un estudi de 2022 publicat a PNAS posa en dubte l'impacte del consum de carn en la configuració de l'evolució de l'espècie humana.
A partir del treball de Joy, els psicòlegs van dur a terme una sèrie d'estudis als Estats Units i Austràlia, publicats el 2015, que van trobar que la gran majoria de les justificacions declarades dels consumidors de carn per consumir carn es basaven en les "Quatre N"– "natural, normal, necessari i agradable". Els arguments eren que els humans som omnívors (natural), que la majoria de la gent menja carn (normal), que les dietes vegetarianes tenen una manca de nutrients (necessari) i que la carn té un bon gust (agradable).
Els que menjaven carn que van avalar aquests arguments amb més força van declarar menys culpabilitat pels seus hàbits dietètics. Tendien a objectivar els animals, tenir menys preocupació moral per ells i atribuir-los menys consciència. També eren més partidaris de la desigualtat social i les ideologies jeràrquiques, i menys orgullosos de les seves opcions de consum.
Helena Pedersen, en la seva ressenya del llibre original de Joy, va suggerir que la teoria de Joy era massa àmplia i no tenia en compte la variació en les creences i actituds de la gent; per exemple, Pedersen explica que l'argument de Joy que la gent dissocia els productes animals dels seus orígens animals no pot explicar alguns caçadors que fan una connexió explícita entre ambdós com a justificació del consum o els antics vegetarians que han canviat les seves actituds envers el consum de productes animals. Pedersen també diu que Joy sembla presentar el consum de productes animals com a resultat del desconeixement de com es produeixen, però Pedersen no està d'acord que la gent simplement canviaria el seu consum si estigués més informada.

### Hstòries de "Salvats de l'escorxador".
Una il·lustració de la reducció de la dissonància és el protagonisme que es dona a les històries de "salvats de l'escorxador", en què els mitjans de comunicació se centren en un animal que va evadir la matança, ignorant els milions que no ho van fer. Joy va escriure que aquesta dicotomia és característica del carnisme.
Els animals al centre d'aquestes narracions inclouen Wilbur a Charlotte's Web (1952); l'estrella homònima i de ficció de Babe (1995); Christopher Hogwood a The Good, Good Pig de Sy Montgomery (2006), entre d'altres. Es cita com un altre exemple la presentació nacional nord-americana d'Acció de Gràcies. Un estudi del 2012 va trobar que la majoria dels mitjans de comunicació que n'informaven celebraven la indústria avícola mentre marginaven el vincle entre els animals vius i la carn.

## Rebuda no acadèmica
Articles d'opinió a The Huffington Post, The Statesman i The Drum van elogiar la idea, dient que el terme facilitava discutir i desafiar les pràctiques d'explotació animal. Un article al diari de la indústria de la carn bovina Drovers Cattle Network va criticar l'ús del terme, dient que implicava que menjar aliments d'origen animal era una "malaltia psicològica".